# رافائيل شور
رافائيل شور (بالإنجليزية: رافائيل شور)‏ كاتب ومخرج كندي إسرائيلي ومن كبار المناصرين لدولة إسرائيل. من أعضاء منظمة أيش ها توراه اليهودية المتطرفة ومؤسس . شور هو أيضاً ناقد دائم لوسائل الإعلام العالمية وغالباً ما تحركه مسائل «معاداة إسرائيل» كما يدعي.
ساهم في إنتاج عدة أفلام وثائقية تتحدث عن الصراع مع الفلسطينيين والإسلام الراديكالي ومنها هوس: حرب الإسلام الراديكالي ضد الغرب وقاس: النضال من أجل السلام في الشرق الأوسط.

## روابط خارجية
- رافائيل شور على موقع IMDb (الإنجليزية)
- رافائيل شور على موقع قاعدة بيانات الفيلم (الإنجليزية)